# Douglas Spencer
Pour les articles homonymes, voir Spencer.
Douglas Spencer est un acteur américain, né à Princeton (Illinois), le 10 février 1910; mort à Los Angeles (Californie), le 6 octobre 1960.

## Filmographie partielle
- 1939 : The Day the Bookies Wept de Leslie Goodwins
- 1941 : Hurry, Charlie, Hurry, de Charles E. Roberts - Reporter
- 1948 : Les Yeux de la nuit (Night has a thousand eyes), de John Farrow - Dr Ramsdell
- 1949 : Ma bonne amie Irma (My Friend Irma), de George Marshall : le décorateur d'intérieur
- 1950 : La Rue de traverse (Paid in Full), de William Dieterle
- 1951 : Une place au soleil (A Place in the Sun), de George Stevens - le loueur de bateaux
- 1951 : Le Môme boule-de-gomme de Sidney Lanfield et Frank Tashlin
- 1951 : Le Sentier de l'enfer (Warpath) de Byron Haskin - Kelso
- 1951 : La Chose d'un autre monde (The Thing from Another World), de Christian Nyby - Scotty
- 1952 : Passage interdit ou La révolte gronde (Untamed Frontier), de Hugo Fregonese - Clayton Vance
- 1952 : Chérie, je me sens rajeunir (Monkey Business), de Howard Hawks - Dr Brunner
- 1952 : L'Ivresse et l'Amour (Something to Live For) de George Stevens - Joey
- 1953 : L'Homme des vallées perdues (Shane), de George Stevens - Axel 'Swede' Shipstead
- 1953 : Un homme pas comme les autres (Trouble Along the Way), de Michael Curtiz - George
- 1953 : Houdini le grand magicien (Houdini), de George Marshall - Simms
- 1954 : Rivière sans retour (River of No Return), d'Otto Preminger - Sam Benson
- 1955 : Les Survivants de l'infini (This Island Earth), de Joseph M. Newman - Monitor of Metaluna
- 1955 : L'Homme du Kentucky (The Kentuckian), de Burt Lancaster - l'un des frères Frome
- 1955 : Le Fleuve de la dernière chance (Smoke Signal), de Jerry Hopper - Garode
- 1957 : À deux pas de l'enfer (Short Cut to Hell), de James Cagney - le conducteur
- 1957 : La Femme et le Rôdeur (The Unholy Wife), de John Farrow - le juge
- 1957 : Les Trois Visages d'Ève (The Three Faces of Eve), de Nunnally Johnson - M.. Black
- 1958 : Libre comme le vent (Saddle the Wind), de Robert Parrish - Hemp
- 1958 : Le Desperado des plaines (Cole Younger, Gunfighter) de R. G. Springsteen - le marshall Fred Woodruff
- 1959 : Le Journal d'Anne Frank (The Diary of Anne Frank), de George Stevens - Kraler